# أروانا سوداء
أروانا سوداء (الاسم العلمي: Osteoglossum ferreirai) (بالإنجليزية: black arawana) هي نوع من الأسماك يتبع جنس الأروانا من فصيلة عظمية اللسان.